# آلان دونو
آلان دونو (مواليد 26 سبتمبر 1970) (بالفرنسية: Alain Deneault)‏ فيلسوف كندي، دكتور في الفلسفة من جامعة باريس 8 سنة 2004. ومدير البرنامج في الكلية الدولية للفلسفة في باريس.
يعيش في مونتريال، حيث يعمل محاضرًا في علم الاجتماع بجامعة كيبك، التابعة لقسم العلوم السياسية.
صدر له سنة 2015 كتابه المعروف «نظام التفاهة» (La médiocratie).